# Forkland, Alabama
Forkland là một thị trấn thuộc quận Greene, tiểu bang Alabama, Hoa Kỳ. Dân số năm 2009 là 574 người, mật độ đạt 63 người/km².